# Тройствено число
Тройственото число е форма на граматическото число, която показва, че съответната част на речта назовава три лица или три предмета, за разлика от единственото, двойственото и множественото число. Някои австронезийски езици (толомако, лихир и др.), както и креолски езици, повлияни от тях, например бислама, притежават тройствено число при местоименията.
Местоименията в езика бислама имат четири граматически числа: единствено, двойствено, тройствено и множествено. В първо лице („ние“), във всички числа без ед.ч. местоименията имат по две форми: включваща и изключваща. Първата включва събеседника („аз и ти“, „аз, ти и други хора“), втората го изключва („аз и други хора“).
|      |       | ед.ч.  | дв.ч.         | тр.ч.           | мн.ч.     |
| ---- | ----- | ------ | ------------- | --------------- | --------- |
| 1 л. | вкл.  | —      | yumitu        | yumitri         | yumi      |
| 1 л. | изкл. | mi     | mitufala      | mitrifala       | mifala    |
| 2 л. | 2 л.  | yu     | yutufala      | yutrifala       | yufala    |
| 3 л. | 3 л.  | hem em | tufala tugeta | trifala trigeta | ol olgeta |

Забележки:
1. Местоименията нямат род. По-конкретно, тези в 3 л. ед.ч. еднакво значат „той“, „тя“, „то“.
2. Местоименията не се скланят; едно и също местоимение може да бъде както подлог, така и допълнение.
3. Местоимението tufala се използва много по-често от tugeta, тъй като tugeta набляга на това, че действието е извършено съвместно.

Примерни изречения на езика бислама:
- Mitufala i go long sanbij.

(„Ние двамата [аз и той или аз и тя] отидохме на плажа.“)
- Mitrifala i slip gud.

(„Ние тримата/трите [аз и те двамата/двете] спахме добре.“)
- Yumitrifala i laekem kakae ia.

(„Ние тримата/трите [ти, аз и още някой] харесваме тази храна.“)
- Mitrifala i laekem kakae ia.

(„Ние тримата/трите [без теб] харесваме тази храна.“)
- Mi kilim em.

(„Аз го/я ударих.“)
- Em i kilim mi.

(„Той/тя/то ме удари.“)
Местоимението olgeta обикновено се следва от ol, като olgeta може да се изпусне, ако предметите/лицата са известни вече:
Olgeta ol i go long taon. Ol i kambak kwiktaem. Ol i wantem slip.
(„Те отидоха в града. Върнаха се бързо. Искаха да спят.“)
В някои диалекти ol се изпуска, когато множеството се мисли като едно цяло:
- „Отидоха в града.“

Поотделно: Olgeta ol i go long taon.
Заедно: Olgeta i go long taon.
- „Седнаха заедно.“

Olgeta i sidaon wanples.
Австронезийският език лихир разполага с още по-богата система от граматически числа при личните местоимения: единствено, двойствено и тройствено число плюс две множествени числа (за малко и за много предмети или лица). В първо лице (без ед.ч.) местоименията показват дали включват слушащия.
|       |       | ед.ч. | дв.ч. | тр.ч.  | мн.ч.   | мн.ч. |
| малко | много | ед.ч. | дв.ч. | тр.ч.  |         |       |
| ----- | ----- | ----- | ----- | ------ | ------- | ----- |
| 1 л.  | вкл.  | —     | kito  | kitol  | kitahel | giet  |
| 1 л.  | изкл. | yo    | gel   | getol  | gehel   | ge    |
| 2 л.  | 2 л.  | wa    | gol   | gotol  | gohet   | go    |
| 3 л.  | 3 л.  | e     | dul   | dietol | diehet  | die   |